# Teviornis gobiensis
Teviornis gobiensis (Тевіорніс) — викопний вид гусеподібних птахів вимерлої родини Presbyornithidae. Мешкав у пізній крейді близько 70 млн років тому. Відомий зі скам'янілостей зібраних у пластах формації Немегт у пустелі Гобі, на півдні Монголії.
Назва роду Teviornis пов'язано з ім'ям Віктора Терещенка, палеонтолога, який виявив викопні зразки, gobiensis належить до суворої пустелі Гобі , в якому скам'янілість була знайдена. Скам'янілості знаходяться у колекції Палеонтологічного інституту Російської академії наук (Москва).
Скам'янілості включають тільки голотип, які є частинами подрібненого правої лапи. Належність виду до гусеподібних доводить, що ряд є досить древнім і процвітав вже у кінці крейди. Але рештки дуже пошкодженні, тому неможливо точно класифікувати їх і однозначно віднести вид до родини Presbyornithidae.